# Junius Daniel

General Daniel

Junius Daniel (* 27. Juni 1828 in Halifax, North Carolina; † 13. Mai 1864 im Spotsylvania County, Virginia) war bis 1858 Offizier des US-Heeres und Brigadegeneral des konföderierten Heeres im Sezessionskrieg.

## Leben
Daniel wurde als jüngster Sohn von John Reeves Jones Daniel, einem Generalstaatsanwalt von North Carolina und Mitglied im US-Repräsentantenhaus, geboren. 1851 beendete er sein Studium an der Militärakademie in West Point, New York und begann seinen aktiven Militärdienst im Rang eines Leutnants noch im selben Jahr in Newport Barracks, Kentucky. Nach zwei Jahren wurde er nach New Mexico versetzt und versah seinen Dienst in den Forts Filmore, Albuquerque und Stanton, war immer wieder an den dortigen Kämpfen mit Indianern beteiligt und wurde 1857 zum Oberleutnant im 3. Infanterie-Regiment befördert.
Daniel quittierte den Dienst im Heer 1858 und übernahm die Leitung der Plantage seines Vaters in Louisiana. Im Oktober 1860 heiratete er Ellen Long aus dem Northampton County in North Carolina. Als sich Louisiana entschied, den Konföderierten Staaten von Amerika beizutreten, bot er diesen seine Dienste an und wurde am 3. Juni 1861 als Oberst Kommandeur des 14. Infanterie-Regiment. Sein Regiment war in seiner Zusammensetzung einzigartig: Ihm gehörten die Männer der repräsentativsten und honorigsten Familien des Staates an und er gab ihnen die bestmögliche Ausbildung für den Krieg. Nachdem er weitere Truppen North Carolinas organisiert und ausgebildet hatte, übernahm er eine Brigade, zusammengesetzt aus den 43., 45. und 50. Infanterie-Regimentern und einem Kavalleriebataillon, mit der er vom 25. Juni – 1. Juli 1862 an der Sieben-Tage-Schlacht in Virginia teilnahm. Am letzten Tag der Schlacht entkam er bei der Schlacht am Malvern Hill nur knapp, als er selbst verwundet und sein Pferd unter ihm erschossen wurde.
Anfang September 1862 wurde er zum Brigadegeneral befördert und das 32., 43., 45. und 53. Infanterie-Regiment sowie das 2. Kavallerie-Bataillon wurden ihm unterstellt. Mit dieser Brigade blieb er bis Dezember desselben Jahres nahe Richmond, Virginia. Anschließend wurde seine Brigade nach North Carolina in Marsch gesetzt, um ein Eindringen der Unionstruppen dort zu verhindern. Vom 1. bis 3. Juli 1863 nahm der an der Schlacht von Gettysburg teil, wo er anschließend für seine Tapferkeit ausgezeichnet wurde.
Die letzte Schlacht, an der Daniel teilnahm, war die vom 8. bis 21. Mai 1864 dauernde Schlacht bei Spotsylvania Court House in Virginia, bei der er am 12. Mai tödlich verwundet wurde und einen Tag später seinen Verletzungen erlag.